# Comuna Tkon, Zadar
Tkon este o comună în cantonul Zadar, Croația, având o populație de 763 de locuitori (2011).

## Demografie
Componența etnică a comunei Tkon
     Croați (95,67%)
     Albanezi (2,75%)
     Necunoscut (0,26%)
     Neclasificat (0,92%)
Componența confesională a comunei Tkon
     Catolici (89,38%)
     Musulmani (2,88%)
     Fără religie și atei (1,31%)
     Necunoscută (4,98%)
     Alte religii (1,44%)
Conform recensământului din 2011, comuna Tkon avea 763 de locuitori. Din punct de vedere etnic, majoritatea locuitorilor (95,67%) erau croați, cu o minoritate de albanezi (2,75%). Apartenența etnică nu este cunoscută în cazul a 0,26% din locuitori. Din punct de vedere confesional, majoritatea locuitorilor (89,38%) erau catolici, existând și minorități de musulmani (2,88%) și persoane fără religie și atei (1,31%). Pentru 4,98% din locuitori nu este cunoscută apartenența confesională.